# Baltazar Adam Krčelić
Baltazar Adam Krčelić (magyarul Kercselich Ádám Boldizsár; Šenkovec, 1715. február 5. – Zágráb, 1778. március 29.) zágrábi kanonok, teológiai doktor, történész, a horvát történetírás kimagasló alakja.

## Élete
A Zágrábtól északnyugatra fekvő brdoveci plébániához tartozó Šenkovecen, módos nemesi családban született. Apja a korbáviai származású Kercselich Miklós, anyja a zágrábi Darich Judit. Már két anyai nagybátyja is jezsuita teológiai tanár volt. Ő maga 1722 és 1728 között a zágrábi jezsuitáknál tanult, majd 1729-tól a püspöki szemináriumba járt. Mivel tanulmányai során eszességben és szorgalomban különösen kitüntette magát a bécsi Horvát Kollégiumba küldték, ahol 1731 és 1734 között filozófiát tanult, majd 1734-től négy évig a bolognai Illír Kollégiumban teológiát és jogot tanult, ahol tanulmányai befejeztével 1738-ban filozófiai és teológiai doktorrá avatták. Ugyancsak nagy tudást szerzett sz egyházi és világi jog terén.
Horvátországba visszatérve az Okić hegy alatti Szent Márton templom káplánja, majd 1739 és 1745 között a Sziszek melletti Sela faluban lett plébános ahol érkezése után építették fel a szép barokk Szent Mária Magdolna templomot. Már Bolognában kezdett érdeklődni az egyháztörténet iránt, melyhez adatokat gyűjtött. 1740-ben J. Marcelović zágrábi kanonok kéziratokat adott át neki a zágrábi egyház történetéről és megbízta a munka befejezésével. 1745. november 5-én zágrábi püspöki sublector, 1747. január 23-án zágrábi kanonok lett. Kanonokként a zágrábi püspöki szeminárium prefektusává nevezték ki. Eleinte kizárólag az egyházi pályának élt, de a püspöki levéltárban lelt nagyszámú feldolgozatlan anyag arra ösztönözte, hogy Horvátország egyházi s politikai történetének tanulmányozásával foglalkozzon.
Ő volt az első, ki a horvátországi levéltárakat kutatva, az írott források terén sok új adattal lépett fel. 1747-ben Branjug püspök a bécsi Horvát Kollégium rektorává nevezte ki, melyet 1749 elejéig töltött be. Itt a felvilágosodás jegyében igyekezett nevelni állami tisztviselőket, és akadémia létrehozását tervezte a polgárjoggal és történelemmel kapcsolatos kéziratok gyűjtésére. Egyháztörténészi és jogtudósi hírneve lehetővé tette számára, hogy részt vegyen XIV. Benedek pápa és Mária Terézia közötti tárgyalásokon az egyházi javadalmak odaítéléséről, amiért 1749-ben apostoli protonotáriusi címet kapott és az Eger melletti kácsi Szent Péter és Pál apátság címzetes apátjává nevezték ki.
Amikor Franjo Ksaver Klobušicki lett a zágrábi püspök Krčelićet 1749. április 5-én oldalkanonokká nevezte ki és maga mellé vette. 1751-ben Klobusiczkyval együtt részt vett a pozsonyi magyar-horvát közös országgyűlésen. Nehezebb idők következtek a számára Franjo Thauszy püspöksége (1751-1769) idején. Az új püspök ugyanis megpróbálta korlátozni tudományos munkáját és az egyházi szolgálatban való előléptetését, megbecsülését és jövedelmeit is visszafogta. Kiváló jogtudósként a királynő 1752. január 2-án a báni ítélőtábla ülnökévé nevezte ki. 1754-ben befejezte a zágrábi székesegyház történetének nagy részét „Historiarum cathedralis ecclesiae Zagrabiensis” címmel. Bár a művet három kötetben képzelte el, végül egy kötet jelent meg, amelyben az 1091 és 1603 közötti püspököket sorozatát mutatta be. Az 1758 után írt és átiratban megőrzött második részben (Historia celebris ecclesiae Zagrabiensis continuata MSS; Kaptolski arhiv u Zagrebu) a Š. Bratulić püspöktől P. Petretić püspökig terjedő korszakot tárgyalta, a többi kéziratban maradt művek pedig a zágrábi káptalan, a templom és a kolostor történetét, valamint a többi egyházmegyével való kapcsolatát tartalmazzák.
Az 1755-ös parasztlázadás okait vizsgáló és az elavult királyi közigazgatás reformjának alapjait előkészítő Althann-bizottság megalakulása után a bécsi udvar kérésére, és a királynőnek a zágrábi préposti pozíció megszerzésére tett ígéretétől motiválva reformokra tett javaslatokat. Ezekben Horvátország számára egy helytartó tanács (gubernium) létrehozását, illetve egy magyarországi mintájú megyerendszer bevezetését szorgalmazta. Az ígért pozíciót azonban nem kapta meg, sőt otthon a közigazgatási reformokban való részvételét hazaárulásként értelmezték. A Tauszy vezette káptalani vizsgálóbizottság 1756-ban sikkasztással, feladatainak elhanyagolásával és a podlektorsága idején elkövetett szodómiára való rábeszéléssel vádolta meg. A per 1760-ban megegyezéssel zárult, mely szerint engedelmességet kellett fogadnia püspökének és a neki kifizetett pénzeket vissza kellett adnia. Közben fiatalok tanításából tartotta fenn magát.
A fenti események vázlatát leghíresebb művének, az „Annuae 1748–1767”-nek a gerince tartalmazza, amelyet 1764-ben kezdett el írni, azzal a céllal hogy a Horvát Bánság jelenkori történetét írja meg Mária Terézia számára. Ebben politikai és társadalmi eseményeket ismertet, kortársak magánéletéből mutat be adatokat, de számos önéletrajzi jellegű eseményt is tárgyal, köztük a tárgyalásáról szóló beszámolót is. A mű a királyi adminisztráció prominenseinek, különösen a közéletet uraló szűk körnek készült. A mű nagy részét legkésőbb 1774-re készítette el és zárta le. Halála után a kéziratot cenzúrázták, és majdnem elégették, mert nyilvánosságra hozta közéleti személyiségek magánéletét. A mű ugyan megmaradt, de a botrányosnak ítélt részeket fekete tintával kitörölték.
Pályafutása előrelépését Thauszy 1769-es halála tette lehetővé, és 1770-ben csázmai főesperessé nevezték ki. Betegségtől sújtva 1777-ben gazdag könyvtárát (677 nyomtatott mű és mintegy ötven kézirat) az újonnan alapított zágrábi Királyi Tudományos Akadémiának (ma az Nemzeti Egyetemi Könyvtár állományának szerves része) adományozta. 1778-ban hunyt el Zágrábban, ahol a székesegyház sírboltjában temették el. A gyászbeszédet Kalafatics Vinko, jezsuita tanár mondta a sírja fölött.

## Munkássága
Baltazar Adam Krčelić a felvilágosult abszolutizmus lelkes híve és az egyház, valamint a szerzetesrendek társadalmi befolyása visszaszorításának szószólója volt. Az udvar emberének számított, így az országban számos ellensége támadt. Többször erősen támadták nézetei miatt, de ő mindig ugyanolyan erélyesen válaszolt ezekre. Mindez világosan kitűnik 1748-tól 1767-ig vezetett a mai napig kéziratban fennmaradt emlékirataiból melyeket a következő nemzedékek okulására írt. Egy idő után, miután az iratok hozzáférhetővé váltak egy bizottság átolvasta és botrányos módon mintegy 20 oldalt sűrű tintával olvashatatlanná tett, úgy hogy ez a rész a mai napig sem kivehető. A munkát 1901-ben publikálták először, majd miután Veljko Gortan horvát nyelvre is lefordította 1952-ben kiadták.
Kercselich munkáit általában latinul és horvátul írta. Az első közülük a zágrábi egyházközség és a székesegyház története, melyet 1770-ben csak töredékesen adtak ki. Ez a rész Duch püspöktől Nikola Stepanić püspökig (1602) terjed. A töredékesen hátramaradt részeket később Toma Kovačević és Juraj Marcelović kanonokok egészítették ki. A mű második része Šimun Bartulić püspöktől Petar Pertezićig terjed, ez a mai napig kéziratban maradt. Második nagy műve a De regnis Dalmatiae, Croatiae, Sclavoniae notitiae praeliminares előzetes feljegyzések a dalmát, horvát és szlavón királyság történetéről, amely a Habsburgok uralmának jogosságát igyekszik igazolni nemcsak a magyar korona országai, beleértve Szlavóniát, Horvátországot és Dalmáciát is, hanem még Bosznia és Szerbia felett is. Adalbert Barits álnév alatt Varasdon publikált egy latin nyelvű értekezést a 14. század és 17. század közötti horvát irodalom történetéről, vagyis az Augustin Kažotić és Pavao Vitezović püspökök közötti időszakról. 1747-ben jelent meg latin nyelvű munkája Augustin Kažotić szentéletű zágrábi püspökről. A Vitezović-krónika harmadik részeként Krčelić írta az 1744-től 1761-ig terjedő időszak krónikáját. August Šenoa az ő munkája alapján írta Diogenes című művét, valamint Josip Tomić A királyért és a hazáért című novelláját, valamint Az özvegy című művét.

## Munkái
- Historiarum cathedralis ecclesiae Zagrabiensis partis primae tomus I. Praemissis praeliminaribus, continens seriem episcoporum ab anno 1091 ad annum 1603 & tam episcoporu, quam & alias notitias. Zagrabiae, év n. (Több nem jelent meg. Folytatása kéziratban a zágrábi érseki könyvtárban.)[1]
- De archidiaconi officio ex jure communi canonico; numicipalibus quoque legibus, securior tutiorque deductio Ad d. d. parochos et ecclesiasticos archidiaconatus Chasmensis. Ugyanott, év nélkül.
- De regnis Dalmatiae Croatiae Slavoniae notitiae praeliminares. Periodis IV. distinctae quibus ex scopo et fine post veteris Pannoniae praecipue Saviae sub florente decrescenteque romano imperio; deinde succedentis Slavoniae Croatiaeque, notitias: regno Hungariae stabilito; sacrae coronae, hujusque apostolicorum regum, in memorata regna: Serviam item & Bosniam, sive Ramam aut Rasciam, ac fatorum regnorum appertinentias, jura: cum possessorio; serie regum: gubernationis quoque ratio: majestas regalis, caeteraque: ex diplomatibus aliisque justic ac legalibus, historicae veritatis fundamentis, cum scriptorum variorumque praejudiciorum examine: ac demum actualis utriusque Sclavoniae Croatiaeque, secundum multiplices jurisdictiones relatione, exponerentur. Ugyanott, év nélkül.[1]
- Kéziratban a Magyar Nemzeti Múzeumban:[1]
  - De Banis Dalmatiae, Croatiae et Sclavoniae 1749. 4r. 124 lap
  - Hungariae politicarum institutionum partes tres. Zagrabiae, 1762. 4 rét 529 lap
  - De sublimium duarum in mundo potestatum fundamento et concordia 1781. 4 rét 385 lap
  - Sistemata varia ad regnum Scalovinae pertinentia 1782. 4 rét 354 lap
  - Dissertatio de Tripartito seu opere Werbőczy, 4 rét 86 lap
- Vegyes iratok: Tractatus varia és Acta Diaetalia című Kéziratainak legnagyobb része, összesen 39 darab, a zágrábi érseki könyvtárban vannak, ezek cím szerint Magyar Könyvszemlében vannak fölsorolva.[1]